# ميخائيل غارسيا
ميخائيل غارسيا (بالإنجليزية: Michael Garcia)‏ هو سياسي أمريكي، ولد في 11 يناير 1974 في الولايات المتحدة. حزبياً، نشط في الحزب الديمقراطي. وقد انتخب عضو مجلس نواب كولورادو.